# Chiesa dei Santi Pietro apostolo e Marco evangelista
La chiesa dei Santi Pietro apostolo e Marco evangelista (antica pieve di San Pietro a Neure) è un edificio religioso che si trova nel comune di Pieve a Nievole. È sede parrocchiale e appartiene alla diocesi di Pescia.

## Storia
La chiesa di San Pietro presso il fiume Nievole è tuttavia menzionata per la prima volta in un documento del 21 maggio 700, custodito presso l'archivio arcivescovile di Lucca. Era una delle pievi più antiche della diocesi lucchese, tra quelle che furono fondate secondo la tradizione dal vescovo San Frediano. Una campagna di scavi archeologici effettuati negli anni 1997-98 ha rinvenuto le fondamenta di un edificio religioso risalente al IV-V secolo con vicino battistero, oltre a numerose sepolture altomedievali. Riedificata nel XII secolo, fu dotata di un possente campanile, di cui rimane il basamento, e di edifici di servizio più ampi, come testimoniano gli scavi archeologici promossi nel 1997-98. Tra il XIV e il XV secolo, la chiesa perse progressivamente d'importanza e il titolo plebano fu spostato alla vicina chiesa di Montecatini. In una visita pastorale del 1430 risultò in totale stato di abbandono. Divenuta una rettoria della neonata diocesi di Pescia, fu parzialmente ristrutturata nei secoli XVI e XVII secolo. Nel 1844 fu totalmente ricostruita in stile neoclassico, su progetto dell'architetto Pietro Bernardini di Montecarlo.

## Descrizione
La chiesa presenta una facciata in pietra grezza e l'interno a tre navate delimitate da colonne in finto marmo con capitelli di stile dorico, su cui si impostano arcate a tutto sesto. Presenta un campanile in stile neoromanico, edificato nel 1931. 
All'interno, in controfacciata è sistemata la cantoria con l'organo, il più grande organo, per canne e registri, della Valdinievole, costruito intorno agli anni Settanta dell''Ottocento da Cesare Tronci dell'omonima ditta di Pistoia. 
Dietro l'altare maggiore, risalente al rifacimento ottocentesco della chiesa, si trova il coro ligneo in stile neogotico. Da notare la tela seicentesca con l'Immacolata Concezione fra i santi Francesco e Antonio da Padova, attribuita a Carlo Francesco Nuvolone, dono della famiglia Minnetti nel 1957 ma di provenienza ignota.
Incastonata in uno degli altari laterali è custodita la teca lignea con il corpo di un non ben identificato San Giacinto martire, portato nel 1928 dalla cappella della Villa Bellavista di Borgo a Buggiano. Secondo una recente ipotesi storica, potrebbe trattarsi delle spoglie portali di un religioso pesciatino, Fra' Giacinto Galeotti, riportate in Valdinievole da Firenze agli inizi del Settecento.